# Gísli Einarsson
Gísli Einarsson, född 1621, död 1688, var en isländsk matematiker. 
Gísli studerade matematik och astronomi i Köpenhamn, anställdes 1650 som lärare i matematik och astronomi vid skolan i Skálholt och blev året därpå rektor samt 1661 präst i Helgafell, där han avled. Han utgav den förste isländska almanackan 1650 och uppmätte Skálholts polhöjd. Det första isländska kalendariet utgavs av biskop Guðbrandur Þorláksson 1576.